# Pierre Mainil
Pierre Mainil (Casteau, 24 januari 1925 – 23 februari 2013) was een Belgische politicus en minister voor de PSC.

## Levensloop
Mainil werd beroepshalve onderwijzer en was van 1958 tot 1961 attaché en vervolgens van 1961 tot 1971 kabinetschef van de opeenvolgende christendemocratische ministers van Middenstand Paul Vanden Boeynants (1958-1961), Albert De Clerck (1961-1965), Adhémar d'Alcantara (1965-1968) en Charles Hanin (1968-1971). Vervolgens werd hij in 1971 administrateur-generaal van het Nationaal Instituut van Sociale Verzekeringen voor Onafhankelijke Arbeiders.
Van 1977 tot 1991 zetelde hij namens de PSC voor het arrondissement Bergen-Zinnik in de Belgische Senaat. Mainil was de ondervoorzitter van deze assemblee. Door het toen bestaande dubbelmandaat was hij van 1977 tot 1980 ook lid van de Cultuurraad voor de Franse Cultuurgemeenschap en van 1980 tot 1991 lid van de Waalse Gewestraad en de Franse Gemeenschapsraad.
Hij volgde tevens een ministeriële loopbaan: van mei tot oktober 1980 was hij staatssecretaris voor Waalse Zaken, van 1980 tot 1981 minister en van 1981 tot 1988 staatssecretaris van Pensioenen en van 1988 tot 1992 staatssecretaris van Oorlogsslachtoffers en Middenstand. 
Van 1983 tot 1996 was Mainil tevens gemeenteraadslid van Zinnik.